# 観光ルネサンス事業
観光ルネサンス事業（かんこうルネサンスじぎょう）とは、平成17年度に開始された国土交通省が実施している国際競争力のある観光地づくりをするための観光産業向け支援施策の呼称。
主として訪日外国人旅行者の誘致促進を目的とする地域の民間と行政が一体となった観光振興策を対象とした総合的な支援事業である。
具体的な支援内容としては観光ルネサンス補助事業による補助金の交付が柱になっている。また、ATA（エリア・ツーリズム・エージェンシー）認定法人に対する税制優遇措置も、事業の一翼を担っている。

## 観光ルネサンスとは
観光立国懇談会の第三回会合配付資料においては「観光ルネサンス」の意味として「文化を魅力を再活性化させ、「光」の輝きに磨きをかけ直し、心と頭にいい旅を再び創造すること」とされている。

## エリア・ツーリズム・エージェンシー
エリア・ツーリズム・エージェンシー (Area Tourism Agency, ATA) とは、市町村の定める「地域観光振興計画」に基づいて観光地の活性化構想に取組む民間の組織のうち、市町村が認定したものを指す観光ルネサンス事業上の呼称。
認定は、改正前の「外国人観光旅客の来訪地域の多様化の促進による国際観光の振興に関する法律」（現在は「外国人観光旅客の旅行の容易化等の促進による国際観光の振興に関する法律」に改称）6条3項（平成20年改正により削除されている）に基づく。
エリア・ツーリズム・エージェンシーには、観光施設関係者のみならず、広く地域の事業者・住民との調整を行う観光振興におけるコーディネーター的な役割が期待されていた。

## 補助対象案件
- 北海道富良野市
- 北海道釧路市（阿寒町）
- 北海道洞爺湖町・壮瞥町
- 岩手県平泉町
- 山形県酒田市
- 栃木県日光市
- 群馬県草津町
- 埼玉県川越市
- 千葉県香取市（旧佐原市）
- 新潟県村上市
- 新潟県佐渡市
- 山梨県富士河口湖町など2町村
- 長野県白馬村
- 石川県加賀市
- 福井県若狭町
- 静岡県伊豆の国市
- 岐阜県飛騨市
- 三重県鳥羽市
- 京都府京都市
- 兵庫県神戸市
- 和歌山県田辺市など6市町
- 岡山県倉敷市
- 広島県廿日市市
- 島根県松江市
- 愛媛県松山市
- 大分県別府市
- 長崎県佐世保市
- 熊本県阿蘇市など4市町村
- 沖縄県竹富町